# Roemeens basketbalteam (mannen)
Het Roemeens nationaal basketbalteam is een team van basketballers dat Roemenië vertegenwoordigt in internationale wedstrijden. De Federatia Romana de Baschet (Roemeense basketbalbond) is verantwoordelijk voor het Roemeens basketbalteam. Het team heeft deelgenomen aan één editie van de Olympische Zomerspelen, waarin het 23e en laatste werd. Verder heeft het land zestien keer meegedaan aan Eurobasket, waarin het elf keer eindigde in de onderste helft van het eindklassement. De beste prestatie van het Roemeens basketbalteam in internationale toernooien werd in 1957 en 1967 behaald: een vijfde plaats tijdens Eurobasket.
Een van de bekendste basketballers van het Roemeens nationaal basketbalteam was Gheorghe Mureșan. De 2,31 meter lange center heeft met zijn land echter niet kunnen schitteren in een internationaal toernooi.

## Roemenië tijdens internationale toernooien

### Eurobasket
- Eurobasket 1935: 10e
- Eurobasket 1947: 10e
- Eurobasket 1953: 13e
- Eurobasket 1955: 7e
- Eurobasket 1957: 5e
- Eurobasket 1959: 8e
- Eurobasket 1961: 7e
- Eurobasket 1963: 11e
- Eurobasket 1965: 13e
- Eurobasket 1967: 5e
- Eurobasket 1969: 9e
- Eurobasket 1971: 6e
- Eurobasket 1973: 9e
- Eurobasket 1975: 11e
- Eurobasket 1985: 10e
- Eurobasket 1987: 12e

### Olympische Spelen
- Olympische Spelen 1952: 23e